# مرلن اوتی
مرلن اوتی (انگلیسی: Merlene Ottey؛ زادهٔ ۱۰ مهٔ ۱۹۶۰) یک دونده اهل جامائیکا-اسلوونی است. از افتخارات وی می‌توان وی می‌توان به کسب ۳ مدال نقره و ۶ مدال برنز در مسابقات دو و میدانی بازی‌های المپیک تابستانی اشاره کرد.